# Bashagard
Bashagard (persiska: شهرستان بشاگرد , Shahrestan-e Bashagard) är en shahrestan, delprovins, i Iran. Den ligger i provinsen Hormozgan, i den sydöstra delen av landet. Antalet invånare var 35 085 år 2016. Administrativ huvudort är staden Sardasht (سردشت).